# Marie Ange Mfoula
Marie Ange Mfoula (née le 31 mai 1992 à Yaoundé) est une joueuse camerounaise de basket-ball jouant au poste d'ailière, ayant également la nationalité française. Elle joue actuellement dans le club TS Ostrovii Ostrów Wielkopolski.

## Palmarès
Au 21 septembre 2017, sur la base, sauf indication contraire.
- Médaille d'argent au Championnat d'Afrique de basket-ball féminin 2015
- 8e au Championnat d’Afrique de basket-ball féminin 2017[3]
- Participation aux qualifications des jeux olympiques (2016)

En 2016-2017 elle joue pour le club  Poinçonnet Basket.